# Политическая политическая теория
«Политическая политическая теория: Эссе об институтах» (англ. Political Political Theory: Essays on Institutions) — книга американского политического философа и философа права Джереми Уолдрона. Была выпущена в 2016 году издательством Harvard University Press.
Основной тезис работы связан с перемещением фокуса современных исследований в области политической теории с абстрактных философских концептов (таких как свобода, равенство) на собственно политические институты, а именно институты современных демократий (например, бикамерализм или политическая подотчётность), которым посвящает отдельные эссе (главы книги).

## Содержание
Книга развивает идеи, озвученные Уолдроном в ходе его инаугурационной речи в качестве чичелийского профессора в Оксфордском университете в 2010 году и впоследствии изложенные в одноимённой статье Уолдрона в Journal of Political Philosophy в 2013.
В книге излагается критика Уолдроном недостающего современной политической теории внимания к устройству политических институтов.

Существуют основания для современных работ по теории политики, которые будут вдохновлять наших студентов подходить к ней с позиций XXI века. Но в настоящий момент это не то, чем мы занимаемся. Вместо этого мы изучаем различные темы: теорию Ролза, 57 разновидностей эгалитаризма удачи и международное правосудие, — отвергая проблемы структуры, процесса, суверенитета и конституции, рассматриваемые в «Левиафане», «Об общественном договоре», «Письмах федералиста» или «Двух трактатах о правлении».
Оригинальный текст (англ.)There is a case for having a modern paper on theory of politics that encourages our students to approach it in their own twenty-first–century voices. But at present that is not what we do. Instead, we study different topics— Rawls’s theory, the fifty-seven different varieties of luck-egalitarianism, and global justice—neglecting the issues of structure, process, sovereignty, and constitution set out in Leviathan,  e Social Contract,  e Federalist Papers, or the Two Treatises of Government.
— Waldron, 2016, p. 20
Основной тезиса Уолдрона является критическим по отношению к обоим доминирующим направлениям в современной аналитической политической теории. Уолдрон критикует морализм, утверждающий, что политическая философия «суть моральная философия в приложении к социальным институтам» (по Берлину), и стремящийся к рассмотрению моральных максимумов (например, справедливости) и путей их достижения как имеющих первоочередную важность. При этом Уолдрон критикует и реализм, отвергающий сведение политических проблем к моральным, ставя приоритетом изучение тех «целей» политики, которые имеют собственно политическое существо — например, гоббсовская безопасность, «„первый“ политический вопрос» у реалиста Бернарда Уильямса. Для Уолдрона институты, а не конечные «цели», из которых в конечном итоге исходят политики, обладают основным значением. Автор подчёркивает важность изучения того, как именно формируются политические решения (как правило, это воспринимается как должное), а не только то, какие моральные или политические дилеммы благодаря этим решениям разрешаются. Заглавное понятие — политическая политическая теория — определяется в работе следующим образом: «теория, обсуждающая непосредственно политику и образ того, как политические институты составляют и оформляют наши  разногласия в отношении социальных идеалов, а также определяют наши действия по достижению того, что бы мы ни выбрали в качестве своих целей».
Отдельные эссе, вошедшие в книгу, сосредоточены вокруг тем, воспринимающихся как хорошо изученные и во многом устаревшие, но заслуживающих, по мнению Уолдрона, рассмотрения в русле политической теории: конституционализм, разделение властей, бикамерализм, верховенство права, принцип лояльности оппозиции, подотчётность, соотношение судебного надзора и представительного правления.
Кроме того, Уолдрон рассматривает тезис о необходимости институционального фокуса в политической теории, излагая отношение к нему со стороны двух классиков дисциплины: Исайи Берлина и Ханны Арендт — в понимании автора книги, диаметрально противоположное.

## Критика
Одна из центральных мотиваций Уолдрона — приведение политических институтов (практики) с аргументированными решениями, разработанными в русле политической теории, — не учитывает то, почему «плохие обоснования» того или иного институционального дизайна могут иметь место в политике и приводить к конкретным результатам. При этом Уолдрон делает акцент не на историческом понимании институциональной динамики, но на разумной аргументации действенности и состоятельности тех или иных институтов.
Выбор институтов, заслуживающих детального изучения, в теоретическом проекте Уолдрона схож с традиционным набором предметов изучения в конституционном праве, но вряд ли является исчерпывающим — так Уолдрон не касается исполнительной ветви, проблем федерализма или политических партий, до сих пор доминирующих в демократической политике. Сам Уолдрон выдвигает в качестве объектов институциональной политической теории широкий круг структур, процессов и институтов, что по наблюдению Майкла Пэла, соответствует последним тенденциям расширения исследовательского поля конституционного права и исследований в философии права за счёт включения в него сложной структуры современной бюрократии и административных органов, в том числе концепции «нового разделения властей» Брюса Аккермана.